# اغتيال
الاغتيال مصطلح يستعمل لوصف عملية قتل منظمة ومتعمدة تستهدف شخصية مهمة ذات تأثير فكري أو سياسي أو عسكري أو قيادي أو ديني ويكون مرتكز عملية الاغتيال عادة أسباب عقائدية أو سياسية أو اقتصادية أو انتقامية تستهدف شخصاً معيناً يعتبره منظمو عملية الاغتيال عائقاً لهم في طريق انتشار أوسع لأفكارهم أو أهدافهم.
يتراوح حجم الجهة المنظمة لعملية الاغتيال من شخص واحد فقط إلى مؤسسات عملاقة وحكومات، ولايوجد إجماع على استعمال مصطلح الاغتيال فالذي يعتبره المتعاطفون مع الضحية عملية اغتيال قد يعتبره الجهة المنظمة لها عملاً بطولياً، ومما يزيد في محاولة وضع تعريف دقيق لعملية الاغتيال تعقيداً هو أن بعض عمليات الاغتيال قد يكون أسبابها ودوافعها اضطرابات نفسية للشخص القائم بمحاولة الاغتيال وليس سبباً عقائدياً أو سياسياً وأحسن مثال لهذا النوع هو اغتيال جون لينون على يد مارك ديفيد تشابمان في 21 يناير 1981  ومحاولة اغتيال الرئيس الأمريكي السابق رونالد ريغان على يد جون هنكلي جونيور في 30 مارس 1981 الذي صرح فيما بعد أنه قام بالعملية إعجابا منه بالممثلة جودي فوستر ومحاولة منه لجذب انتباهها.
يستعمل مصطلح الاغتيال في بعض الأحيان في إطار أدبي لوصف حالة من الظلم والقهر وليس القتل الفعلي، كاستعمال تعبير «اغتيال الفكر» أو «اغتيال قضية» أو «اغتيال وطن» أو «اغتيال البراءة» وغيرها من التعابير المجازية.
الكلمة الإنجليزية لمصطلح الاغتيال (بالإنجليزية: Assassination)‏ مشتقة من جماعة الدعوة الجديدة أو ما ذاع صيتهم بالحشاشين (بالإنجليزية: Hashshashin)‏ الذين كانوا طائفة إسماعيلة نزارية نشيطة استمرت قائمة من القرن الثامن إلى القرن الرابع عشر وهناك الكثير من الجدل حول هذه المجموعة، فاستناداً إلى بعض المصادر فإن الرحالة الإيطالي ماركو بولو (1254 - 1324) هو أول من أطلق تسمية الحشاشين على هذه المجموعة عند زيارته لمعقلهم المشهور بقلعة ألموت (بالإنجليزية: Alamut)‏ التي تبعد 100 كلم عن طهران. وذكر إن هذه الجماعة كانوا يقومون بعمليات انتحارية واغتيالات تحت تأثير تعاطيهم الحشيش بينما يرى البعض أن في هذه القصة تلفيقاً وسوء ترجمة لاسم زعيم القلعة حسن بن صباح الملقب بشيخ الجبل، بغض النظر عن هذه التناقضات التاريخية فإن هذه المجموعة قامت بعمليات اغتيال في غاية التنظيم والدقة ضد الصليبيين والعباسيين والسلاجقة، واستمروا على هذا المنوال حتى قضى عليهم المغول. يعود أقدم استخدام أدبي لكلمة اغتيال بالإنجليزية Assassination إلى سنة 1605، عندما ظهرت في مسرحية مكبث لويليام شيكسبير.

## الاغتيالات في التاريخ القديم

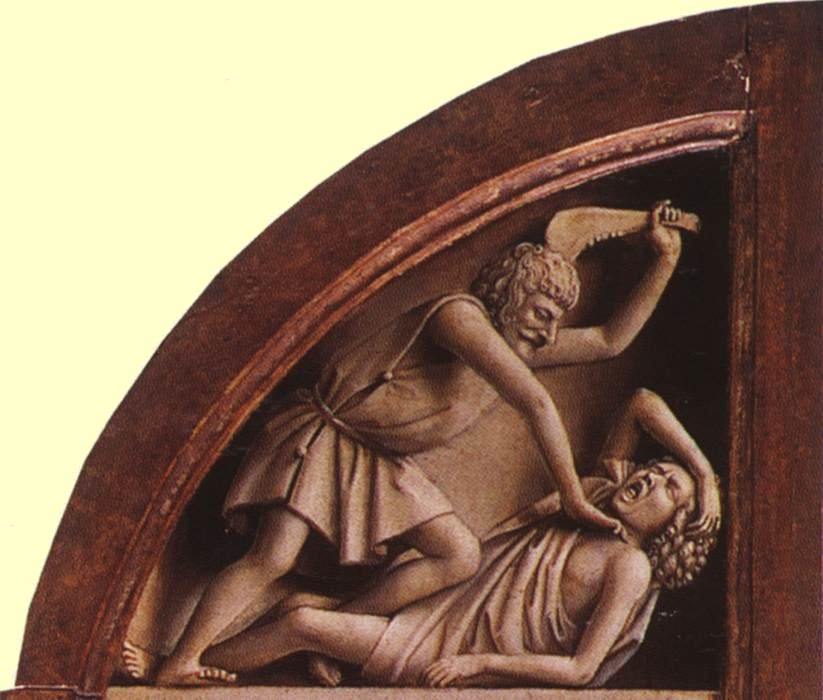
منحوتة لقابيل من مذبح تقديس الحمل وهو يقتل هابيل، في كاتدرائية القديس بافو. يعتبر تابعو الديانات الإبراهمية أن هذه كانت أولى عمليات الاغتيال في التاريخ.

بالنسبة للكتب الدينية المقدسة فإن الاغتيال عملية قديمة قدم خلق الإنسانية ويورد البعض مثال قتل قابيل لهابيل (أبناء آدم) كأول عملية اغتيال بالإضافة إلى 7 اغتيالات مذكورة في العهد القديم ومنها على سبيل المثال:
- اغتيال ملك مؤاب (منطقة قديمة شرق عمان) الذي كان ملكاً على العماليق والآمونييين وكان على عداء مع بني إسرائيل وتم اغتياله على يد الزعيم الروحي اليهودي أيهود حيث قام بطعن الملك بخنجر ذو حدين متظاهراً إنه يقدم الهدايا والطاعة لملك مؤاب.[8]
- اغتيال أبنير ابن عم شائوول أول ملوك بني إسرائيل على يد يؤاب ابن عم الملك داوود ثاني ملوك بني إسرائيل كانتقام من يؤاب من أبنير لقتله أخاه.[9]
- اغتيال آمنون الابن الأكبر للملك داوود على يد الابن الأصغر عبشلوم حيث كانوا أشقاء من والدتين مختلفتين وقام عبشلوم بالاغتيال انتقاما من اغتصاب أخته تمر على يد أمنون.[10]

بعيدا عن العهد القديم في الكتاب المقدس كانت مملكة اليهود في فلسطين والتي كانت تعرف بيهودا كانت تتمتع بنوع من الاستقلالية تحت حماية الإمبرطورية الفارسية ولكن هذه الحالة الشبه مستقلة انتهت في عام 63 قبل الميلاد عندما اجتاحت الجيوش الرومانية فلسطين وأصبحت مملكة يهودا تحت الحكم المباشر للرومان الذين قاموا بتنصيب القائد العسكري الروماني هيرودس ملكاً عليها عام 37 قبل الميلاد والذي قام بفرض ضرائب باهظة علي اليهود وأدت هذه التغيرات السياسية إلى ظهور مجموعة الزيلوت (بالإنجليزية: Zealot)‏ الثوريين الرافضين للتبعية الرومانية والرافضين لدفع الضرائب ودعا الزيلوت إلى الثورة المسلحة وتحرير يهودا نهائياً من الحكم الروماني، ومن بين الزيلوت ظهر مجموعة تقوم بعمليات الاغتيال المنظمة وكانوا يعرفون باسم السيكاري (بالإنجليزية: Sicari)‏ أي حملة الخناجر الذين كانوا يطعنون الرومانيين بالخناجر.
هناك العديد من عمليات الاغتيال السياسية التي تمت في القرون التي سبقت مولد المسيح وخاصة أثناء حكم الأسر والممالك المتصارعة في الصين وهناك حالة موثقة تاريخيا في القرن الثالث قبل الميلاد عندما تمكنت أسرة تشين من ضم الممالك الصينية المجاورة لهم وهذا المد العسكري لهذه الأسرة أوقع خيفة في قلب أمير أسرة يان الذي قام بإرسال شخص اسمه «جنك كي» لاغتيال حاكم أسرة تشين الإمبراطور «شي هوانغ» ولكن عملية الاغتيال كانت فاشلة.

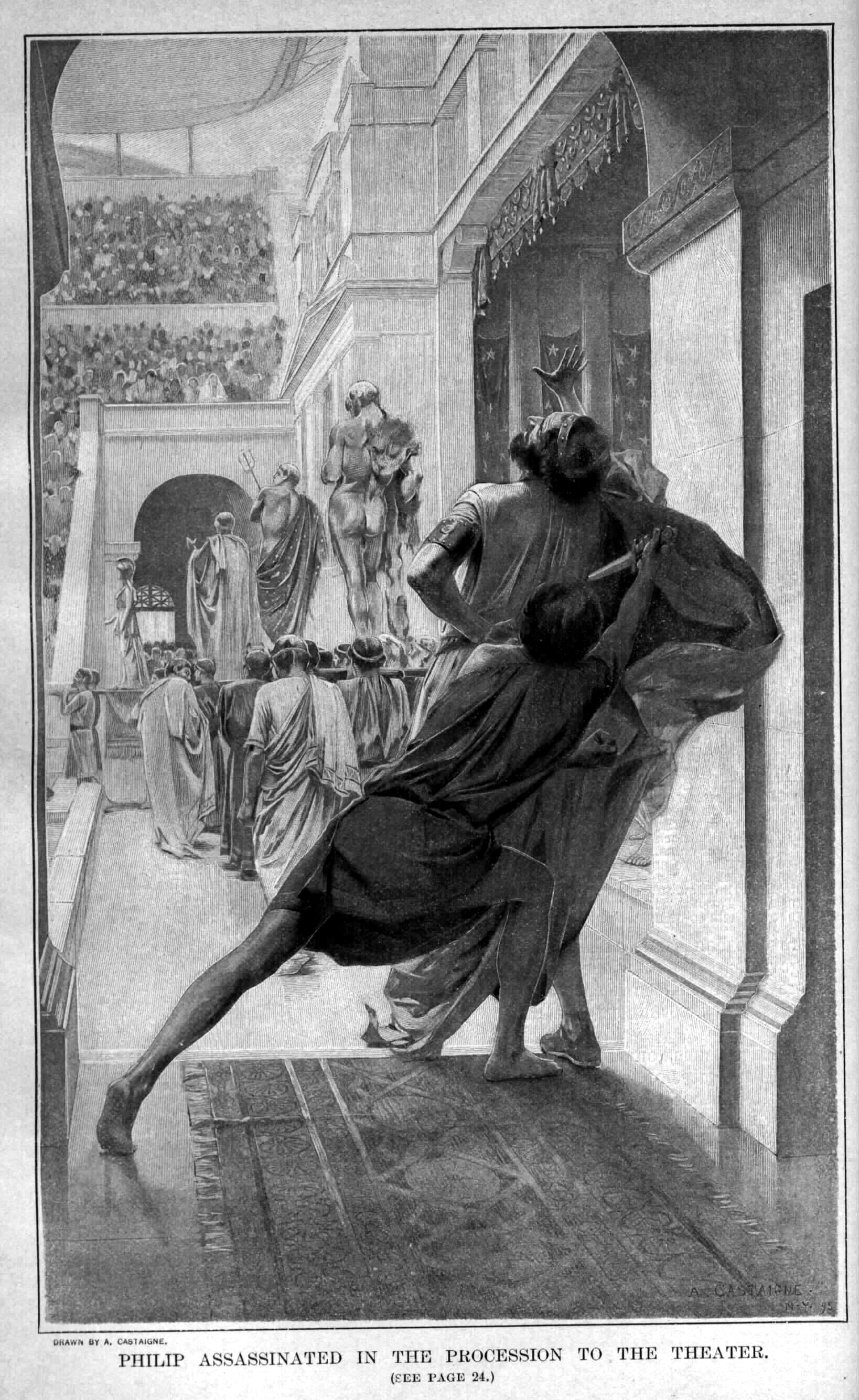
اغتيال فيليبوس الثاني المقدوني.

الاغتيالات في العصور الفرعونية ومن اشهرها اغتيال الأمير الفرعوني توت عنخ آمون ومن قبله اغتيال الملك أخناتون ويعتقد أن كهنة المعابد الفرعونية لهم يد في ذلك بسبب توجهه إلى تغيير الالهة إلى الإله الواحد آتون.
ومن عمليات الاغتيال المشهورة في فترة قبل الميلاد هو عملية اغتيال فيليبوس الثاني المقدوني (382 - 336 قبل الميلاد) المثيرة للجدل على يد أحد أفراد طاقم حمايته وهناك جدل حول المسؤولية التاريخية عن الاغتيال فالبعض يعتقد أن الاغتيال كان من تدبير زوجته أوليمبياس التي كانت أميرة لمنطقة البلقان بينما يتهم البعض الآخر ابنه الإسكندر الأكبر، ويذهب البعض الآخر إلى إلقاء اللوم على الملك الفارسي داريوش الثالث. كانت الاغتيالات الوسيلة الشائعة لتصفية الخصوم السياسيين أثناء تحول جمهورية روما إلى الإمبراطورية الرومانية ومنها على سبيل المثال تصفية يوليوس قيصر في سنة 44 قبل الميلاد الذي كان بداية سقوط الجمهورية وبداية انشقاق طبقي بين المتعاطفين مع قيصر من الطبقة الكادحة والوسطى ضد الطبقة الأرستقراطية التي يعتبرها البعض منظم عملية الاغتيال.

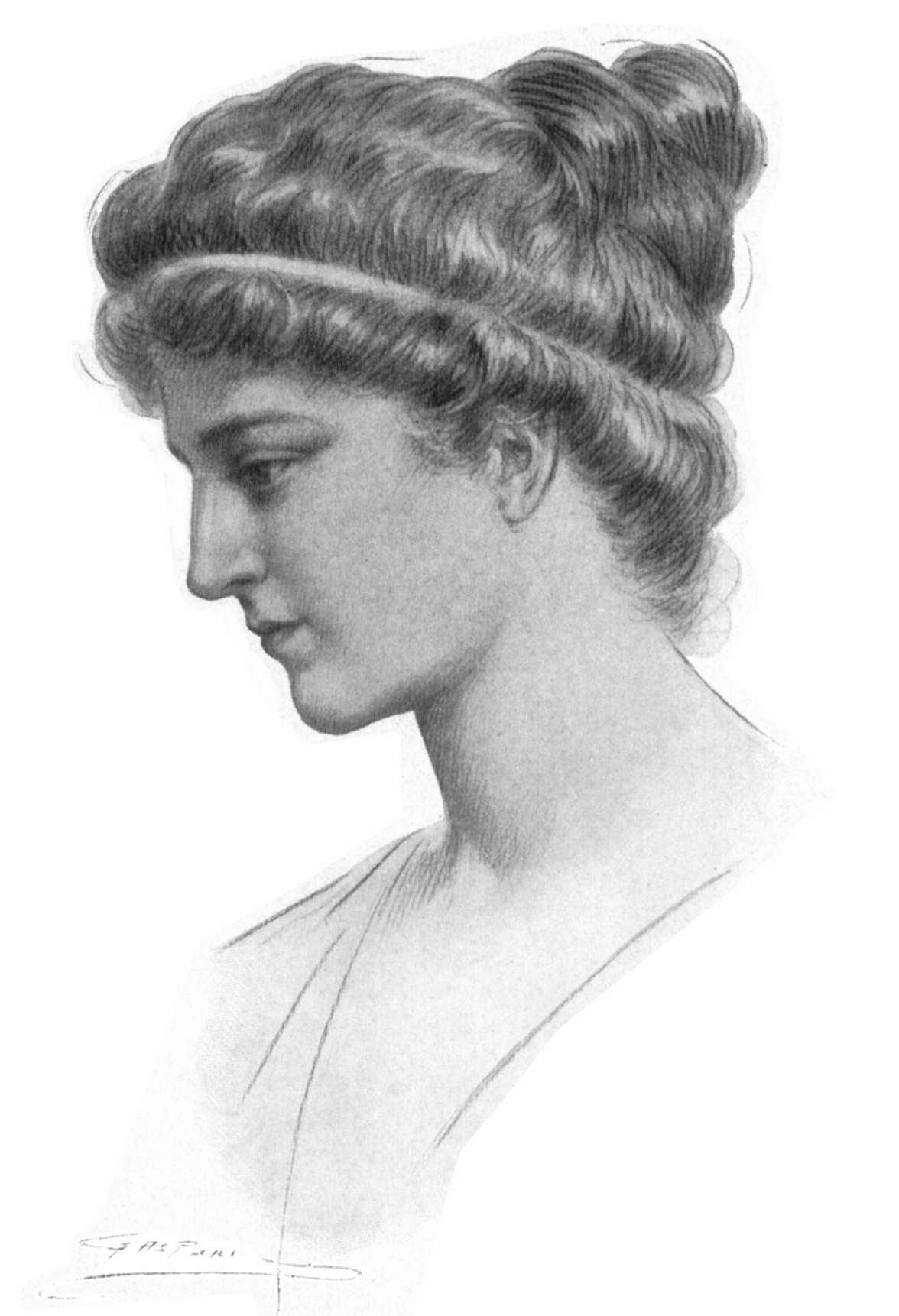
هيباتيا.

عندما أصبح قسطنطين الأول (272 - 337) المعتنق للمسيحية إمبراطور روما بدون منازع في عام 323 أصبحت المسيحية ديانة مسموحة بها حسب الاتفاق الذي تم التوصل إليه في مرسوم ميلانو الذي نص على حيادية الإمبراطورية الرومانية تجاه العقائد الدينية منهيا بذلك عقوداً من الاضطهاد الديني. وبعد وفاة قسطنطين الأول تقاسم السلطة 2 من أبنائه، قسطنطين الثاني (317 - 361) ويوليوس قونسطان (320 - 350) وبعد مقتل الثاني أصبح قسطنطين الثاني حاكم مطلق وكان أكثر تشدد من والده حول الحريات الدينية فقام بإصدار مراسيم بإغلاق كل المعابد الوثنية ومعاقبة كل من يقوم بطقس وثني، قام عامة الشعب باستغلال هذا المرسوم وبدأت عمليات نهب وسلب وتخريب واسعة النطاق للمعابد الوثنية وتلى هذا التخريب استهداف شبه منظم للزعامات الدينية الوثنية. من عمليات الاغتيال المثيرة للجدل إلى العصر الحالي هو قيام مجموعة من المتطرفين باغتيال عالمة الرياضيات والفيلسوفة والمعلمة الغنوصية هيباتيا وكان عملية الاغتيال بتوجيه من بطريرك الإسكندرية كيرلس الأول (376 - 444).
وعند ظهور الإسلام وانتشار الرسالة الإسلامية حدثت مجموعة من الاغتيالات المثيرة للجدل منها:
- اغتيال الشاعر اليهودي كعب بن الأشرف على يد محمد بن مسلمة وبتعاون أبو نائلة الأخ الرضاعي لكعب بن الأشرف وكان الاغتيال بتوجيه من الرسول محمد نتيجة لتحريض ابن الأشرف لقريش على الثأر لهزيمة غزوة بدر وإنشاده أشعاراً يبكي فيها قتلى قريش وقصائد أخرى شبب فيها بنساء المسلمين.[17][18]
- دعوى اغتيال الشاعرة عصماء بنت مروان على يد عمير بن عدي بن خرشة بن أمية الخطمي نتيجة لتنظيمها لقصائد تحريضية ضد الرسول محمد، إلاّ أن هذه الرواية تعرضت لنقد المحدثين والمحققين كابن عدي وابن الجوزي والألباني وأنها من الروايات المختلقة والموضوعة.[19]
- اغتيال أبي عفك اليهودي على يد سالم بن عمير نتيجة لتحريض أبو عفك الذي كان يبلغ مئه وعشرين سنة من العمر على عداوة النبي محمد وتنظيمه لقصيدة تتضمن هجو النبي وذم من اتبعه.[20][21]
- اغتيال أبي رافع بن عبد الله على يد سرية مكونة من عبد الله بن عتيك وعبد الله بن أنيس وأبو قتادة والأسود بن خزاعي ومسعود بن سنان نتيجة لتحريضه غطفان ومن حوله لحرب الرسول محمد.[22]
- اغتيال سلام بن أبي الحقيق على يد سرية مكونة من عبد الله بن عتيك ومسعود بن سنان وعبد الله بن أنيس وأبو قتادة الحرث بن ربعي، وخزاعة بن أسود نتيجة لعداء ابن أبي الحقيق للرسول محمد ومحاولة الخزرج التساوي بالمنزلة مع الأوس الذين قتلوا كعب بن الأشرف.[23]

وبعد وفاة الرسول محمد تم استهداف 3 من الخلفاء الراشدين في عمليات اغتيال ناجحة، فقد تم اغتيال عمر بن الخطاب على يد أبو لؤلؤة سنة 23 من الهجرة، وتم اغتيال عثمان بن عفان في حادثة فتنة مقتل عثمان سنة 35 من الهجرة وتم اغتيال علي بن أبي طالب على يد الخارجي عبد الرحمن بن ملجم سنة 40 للهجرة.

## الاغتيالات في العصر الحديث

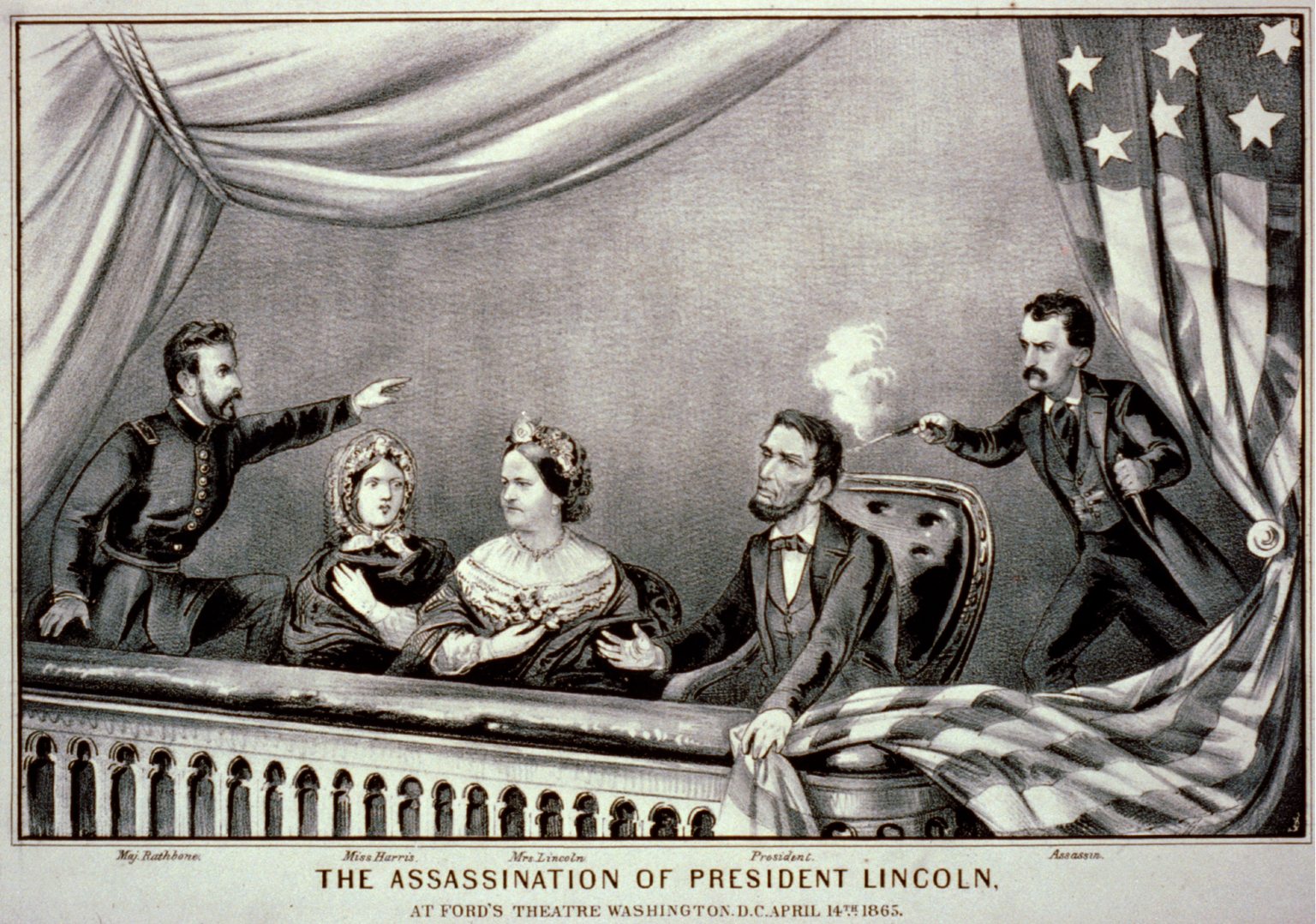
رسم لأحد الفنانين من عام 1865 لحادثة اغتيال أبراهام لينكون، ويبدو القاتل جون ولكس بووث على أقصى يمين الصورة.

في العصر الحديث إزداد دقة وحجم وتنظيم عمليات الاغتيال وتخطت أسباب الاغتيال حدود كونها نتيجة صراع داخلي بل اتخذت طابع إقليمي، ففي روسيا القيصرية تم اغتيال 5 من القياصرة في أقل من 200 سنة حيث تم اغتيال بطرس الثالث في 17 يوليو 1762 وايفان السادس في 5 يوليو 1764، وبولص الأول في 23 مارس 1801 وأسكندر الثاني في 13 مارس 1881 ونيقولا الثاني في 17 يوليو 1918 بعد الثورة البلشفية. وفي الطرف الآخر من العالم يعتبر اغتيال أبراهام لينكون في 15 أبريل 1865 في مسرح فورد الأبرز في تاريخ الولايات المتحدة، حيث قام الممثل المسرحي جون ويلكس بوث بإطلاق رصاصة على رأس لينكون أثناء مشاهدته لعرض مسرحي حيث كان بووث من المناصرين لإبقاء نظام العبودية الذي ألغاه لينكون في 1 يناير 1863
وبالإضافة إلى لينكون تم اغتيال 3 رؤساء أمريكيين آخرين وأولهم كان الرئيس العشرون جيمس غارفيلد في 2 يوليو 1881 بعد إطلاق تشارلز غيتو رصاصتين عليه ولم يتم العثور أبداً على الرصاصة الثانية رغم محاولات ألكسندر غراهام بيل استعمال جهازه المتواضع لكشف المعادن لمعرفة مكان استقرار الطلقة في جسم غارفيلد وبقاء الطلقة الثانية بجسمه أودت بحياته بعد 80 يوما من محاولة الاغتيال نتيجة لتسمم الدم وتوفي غارفيلد في 19 سبتمبر 1881م وكان سبب الاغتيال هو رفض غارفيلد تعيين غوتو كقنصل للولايات المتحدة في باريس.
كما تم اغتيال الرئيس الأمريكي الخامس والعشرون ويليام مكينلي في 6 سبتمبر 1901 على يد اللاسلطوي ليون زولغوس في نيويورك أثناء مشاهدته لعرض بعض الاختراعات الجديدة. ومن مفارقات القدر ان أحد الأجهزة الذي كان يطلع عليها هو جهاز الأشعة السينية الذي لم يفكر أحد باستعماله لمعرفة موضع استقرار الطلقة ومات مكينلي متأثراً بجراحه بعد 8 أيام في 14 سبتمبر 1901، أما زولغوس فقد تم إعدامه بالكرسي الكهربائي وكانت آخر كلماته «لقد قتلته لأنه كان عدواً للبسطاء الكادحين ولا اشعر بالأسف لقتله». أما الرئيس الأخير الذي تم اغتياله فهو جون كينيدي حيث تم إطلاق النار عليه في يوم الجمعة 22 نوفمبر 1963 في الساعة 13:30 أثناء زيارة لمدينة دالاس، وبعد 10 ساعات أي في الساعة 23:30 تم اتهام لي هارفي اوزوالد باغتيال كينيدي وبعد أقل من يومين من توجيه التهمة له أطلق جاك روبي النار عليه في مركز الشرطة ونشأت بعدها الكثير من نظريات المؤامرة حول اغتياله ومزاعم بتورط وكالة المخابرات المركزية والمافيا والمخابرات السوفيتية وفيدل كاسترو ونائب الرئيس ليندون جونسون ولكن لم يتم لحد الآن إثبات أي من هذه النظريات.، 
وفي أوروبا تسبب اغتيال الدوق النمساوي فرانز فرديناند في 28 يونيو 1914 في سراييفو إعلان النمسا الحرب على صربيا ومن ثم اندلاع الحرب العالمية الأولى، وكان منفذ العملية هو عضو في التنظيم القومي الصربي اليد السوداء ذو التطلعات القومية الهادفة إلى توحيد صربيا مع البوسنة والهرسك التي كانت تحت هيمنة النمسا آنذاك. وأثناء الحرب العالمية الثانية قامت المخابرات البريطانية M16 بتدريب مجموعة من التشيكوسلوفاكيين لاغتيال القائد العسكري النازي رينهارد هايدريش وتمكنوا من نصب كمين محكم لموكبه في 27 مايو 1942 وإلقاء الرمانات على سيارته وتوفي بعد أسبوع في 4 يونيو 1942 في مستشفى بمدينة براغ حيث كان يشغل منصب وكيل الرعية وكان هذا المنصب في الواقع هو الحاكم المطلق على تشيكوسلوفاكيا الذي نصب فيه أدولف هتلر حكومة صورية من التشيكوسلوفاكيين المتعاونين مع ألمانيا النازية.

## الحرب الباردة
بسبب الاختلافات الفكرية العميقة بين الأطراف المتصارعة في الحرب الباردة شهدت الحقبة التي أعقبت الحرب العالمية الثانية تطور نوعي وكمي في الاغتيالات السياسية. ومن أبرز محاولات الاغتيال في هذه الفترة هي التي نجى منها فيدل كاسترو بأعجوبة عدة مرات وكانت كل هذه المحاولات مخططة لها من قبل وكالة المخابرات المركزية وبالتعاون مع معارضين كوبيين وكان إحدى الوسائل التي أستعملت هي استعمل سيجار تم حقنه بسموم قاتلة، وهناك مزاعم أخرى في ضلوع الوكالة في محاولات لاغتيال القائد الثوري تشي جيفارا والرئيس التشيلي السابق سلفادور أليندي الذي تشير مصادر أخرى إنه مات منتحراً. قام الرئيس الأمريكي جيرالد فورد في عام 1976 بإصدار قانون يمنع ضلوع الحكومة الأمريكية بكل قنواتها في عمليات الاغتيال.
في نفس الوقت كانت هيئة أمن الدولة السوفيتي أو ما كان يعرف بالحروف المختصرة كي جي بي نشطة جداً في اغتيال المعارضين الذين كانوا لاجئين في دول أخرى ومن الأمثلة التقليدية على ذلك هو اغتيال الروائي والمسرحي البلغاري غوركي ماركوف (1929م - 1978م) الذي لجأ إلى بريطانيا وعمل كصحفي ومراسل لهيئة الإذاعة البريطانية وقام بتوجيه انتقادات شديدة لحكومة بلغاريا الشيوعية وبعد محاولتين فاشلتين تم اغتياله بنجاح في لندن في 7 سبتمبر 1978.
وعلى الرغم من انتهاء الحرب الباردة وبالرغم من إصدار جيرالد فورد القرار رقم 12333 القاضي بمنع الاغتيالات إلا أن هناك مؤشرات على استمرار تجنيد وتدريب منفذي الاغتيالات في الولايات المتحدة وروسيا. ففي مدينة كولومبيا الواقعة في ولاية جورجيا يوجد مؤسسة العالم الغربي الأمنية (بالإنجليزية: Western Hemisphere Institute for Security Cooperation)‏ وهي مؤسسة تابعة لوزارة الدفاع الأمريكية ومهمتها تدريب الهيئات الأمنية والعسكرية لدول أمريكا الجنوبية ويتخرج حوالي 1000 طالب سنوياً من هذه المؤسسة وهناك الكثير من الجدل حول الأغراض الحقيقية لهذه المؤسسة ففي عام 1999 اعترض الكونغرس الأمريكي على استعمال المؤسسة كتاب منهجي عن طرق التعذيب في المنهج الدراسي للمعهد وقيام هذه المؤسسة بتدريب جهاز الأمن في دول هي على اللائحة العالمية لإساءتها لحقوق الإنسان، ويسمى هذه المؤسسة من قبل المعارضين بمدرسة الاغتيالات. ونفس الاتهام موجه إلى روسيا على استمرارها على تكتيكات المخابرات السوفيتية السابقة فيما يخص الاغتيالات وخاصة في الشيشان.

## الصراع العربي - الإسرائيلي

أحد أفراد منظمة أيلول الأسود من على شرفة المجمع الرياضي الإسرائيلي في ميونخ

يغص تاريخ الصراع العربي الإسرائيلي بعمليات اغتيال نفذتها إسرائيل ضد خصومها. لعل من أشهرها عمليات الاغتيال التي أعقبت عملية ميونخ.
وتعتبر عملية ميونخ التي قامت بها أفراد من منظمة أيلول الأسود بأنها من أهم الهجمات الإرهابية في العصر الحديث، وأنها دفعت بالقضية الفلسطينية تحت الأضواء العالمية لافتة الانتباه لعقود من الصراع في الشرق الأوسط. حيث قام أفراد من منظمة أيلول الأسود أثناء دورة الأولمبياد الصيفية المقامة في ميونخ بألمانيا عام 1972 باحتجاز أفراد من الفريق الأولمبي الإسرائيلي كرهائن، مطالبين بإطلاق سراح 234 معتقل في السجون الإسرائيلية بالإضافة إلى إطلاق سراح الألمانيين أندرياس بادر وأولريكي ماري ماينهوف أعضاء حركة الجيش الأحمر الألمانية اليسارية الإرهابية، وقد قام المختطفون برمي أحد الرياضيين من الشرفة لإقناع السلطات الإسرائيلية والألمانية الرافضة للمفاوضات بجديتهم وقامت قوة من الشرطة الألمانية بمحاولة إنقاذ فاشلة لكن الأمر انتهى بمقتل 11 رياضي إسرائيلي وقتل 5 من المختطفين الثمانية. وقد قامت إسرائيل باستغلال العملية لتنفيذ سلسلة من عمليات الاغتيال بحق العديد من القيادات الفلسطينية زاعمة وجود علاقة لهم بعملية ميونخ.
واغتيل رئيس الوزراء الأردني وصفي التل في 28 نوفمبر 1971. بينما كان ذاهب لحضور اجتماع في فندق الشيراتون في القاهرة مع وزراء عرب. كانت قبل زيارته لمصر قد حدثت مصادمات بين السلطات الأردنية ومنظمة التحرير الفلسطينية فيما عرف بأيلول الأسود وتعرف أيضًا بفترة الأحداث المؤسفة. فتم قتله للانتقام منه
قامت إسرائيل بالعديد من عمليات الاغتيال بحق قيادات فلسطينية في لبنان أثناء الحرب الأهلية اللبنانية وفي تونس والعديد من الدول الأوروبية.
وخلال الانتفاضة الفلسطينية الثانية قامت إسرائيل باستخدام العديد من الوسائل القتالية وعلى رأسها القصف الجوي والمدفعي لتصفية العديد من السياسيين والنشطاء والمقاومين الفلسطينيين في قطاع غزة والضفة الغربية، وكان من أبرز ضحايا تلك الاغتيالات قادة الجبهة الشعبية (أبو علي مصطفى) وحركة حماس (أحمد ياسين وعبد العزيز الرنتيسي وصلاح شحادة وإبراهيم المقادمة ومحمود المبحوح) فضلاً عن وجود شكوك لدى الكثيرين حول تورط إسرائيل في موت ياسر عرفات.
وفيما يلي بعض من أشهر الاغتيالات المتعلقة بالصراع العربي - الإسرائيلي:

## اغتيال الرؤساء

### رؤساء عرب
|        | الاسم                      | الدولة وسنوات الحكم                                            | تاريخ الاغتيال | المسؤول عن الاغتيال                                           |
| ------ | -------------------------- | -------------------------------------------------------------- | -------------- | ------------------------------------------------------------- |
|        | عمر بن الخطاب              | ثاني الخلفاء الراشدين (634 - 644)                              | 7 نوفمبر 644   | أبو لؤلؤة                                                     |
|        | عثمان بن عفان              | ثالث الخلفاء الراشدين (644 - 656)                              | 17 يوليو 656   | اضطرابات                                                      |
|        | علي بن أبي طالب            | رابع الخلفاء الراشدين (656 - 661)                              | 27 يناير 661   | الخوارج                                                       |
|        | الآمر بأحكام الله المنصور  | الدولة الفاطمية (1101 - 1130)                                  | 7 أكتوبر 1130  | جماعة الدعوة الجديدة أو ماذاع صيتهم بالحشاشين                 |
| [ 39 ] |                            |                                                                |                |                                                               |
|        | عبد الله الأول بن الحسين   | ملك الأردن (1921 - 1951)                                       | 20 يوليو 1951  | على يد مصطفى شكري بسبب ورود شائعات عن نينه عقد صلح مع إسرائيل |
|        | فيصل بن عبد العزيز آل سعود | ملك السعودية (1964 - 1975)                                     | 25 مارس 1975   | فيصل بن مساعد بن عبد العزيز آل سعود                           |
|        | إبراهيم محمد الحمدي        | رئيس اليمن الشمالي (1974 - 1977)                               | 11 أكتوبر 1977 | مجهول                                                         |
|        | أحمد حسين الغشمي           | رئيس اليمن الشمالي (1977 – 1978)                               | 24 يونيو 1978  | رسالة مفخخة نقلها مبعوث لرئيس اليمن الجنوبي                   |
|        | محمد أنور السادات          | رئيس مصر (1970 - 1981)                                         | 6 أكتوبر 1981  | خالد الإسلامبولي عضو تنظيم الجهاد المصري                      |
|        | رينيه معوض                 | رئيس لبنان من 5 نوفمبر 1989 - 22 نوفمبر 1989 (17 يوم فقط)      | 22 نوفمبر 1989 | تفجير سيارة مفخخة أثناء الحرب الأهلية اللبنانية               |
|        | محمد بوضياف                | رئيس الجزائر من 16 يناير 1992 - 29 يونيو 1993 (5 أشهر و13 يوم) | 29 يونيو 1992  | مبارك بومعرافي، ملازم في القوات الخاصة الجزائرية.             |

### رؤساء أفريقيون
هناك عدد كبير من الرؤساء الأفارقة الذين تم اغتيالهم في القرن العشرين كنتيجة لعدم الاستقرار الذي تتعرض له الكثير من البلدان في القارة، ومن هؤلاء: عبد الرشيد علي شارماركي (1919م - 1969م) رئيس الصومال في 15 أكتوبر 1969م على يد شرطي واعقب الاغتيال انقلاب عسكري انتهى بوصول محمد سياد بري (1919 - 1995) للحكم، فرانكويس تومبالبي رئيس تشاد (1918 - 1975) في 13 أبريل 1975 في انقلاب عسكري نتيجة لسلسلة من الاعتقالات التي قام بها الرئيس لقيادات بارزة في الجيش، ريتشارد راتسيماندرافا (1931 - 1975) في 11 فبراير 1975 الذي كان رئيس مدغشقر لمدة 6 أيام فقط، مورتالا محمد (1938 - 1976) رئيس نيجيريا في 13 فبراير 1976 في محاولة انقلاب فاشلة، ماريان نغوابي (1938 - 1977) رئيس جمهورية الكونغو في 18 مارس 1977 وكان نغوابي هو الرئيس الذي أعلن قيام أول دولة ماركسية أفريقية، أحمد عبد الله عبد الرحمن (1919 - 1989) رئيس جزر القمر في 28 نوفمبر 1989 في انقلاب عسكري، وغيرهم.

### رؤساء آسيويون

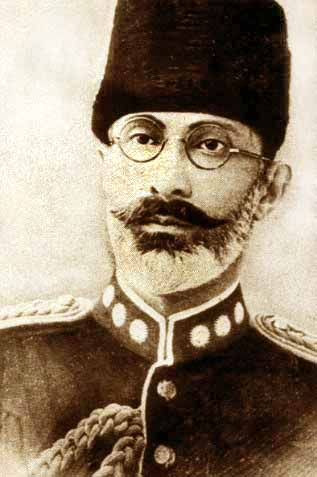
محمد نادر شاه، كان ملك أفغانستان في الفترة من 15 تشرين الأول / أكتوبر 1929م حتى اغتياله في عام 1933م.

إن عدد الحكام الآسيوييين من رؤساء وأباطرة وملوك وسلاطين الذين تمّ اغتيالهم عبر العصور أكثر من أن يُحصى، وخصوصا الحكام القدماء، خصوصا وأن معظمهم قد يكون قتل بسبب رغبة أخرى ن في الحلول مكانهم، فقد اغتيل إمبراطور اليابان الثاني والثلاثين سوشون (587م- 592م) نتيجة تدبير للهيمنة على السلطة من قبل اسرة سوجا ، وكذلك اغتيل شاه إيران، نادر شاه في 2 يونيو 1747 ويعتقد أنه كان لقائده العسكري أحمد شاه الدراني يدا في الاغتيال. وفي لبنان اغتيل الأمير فخر الدين الأول، أمير الشوف، من قبل والي دمشق العثماني عام 1544 بناءً على تحريض من خصومه في الحزب اليمني الذين قالوا أنه يناوئ سياسة الدولة العثمانية، وكذلك قُتل الأمير بشير الأول في صفد عام 1706، ويُقال أن أقارب الأمير حيدر، الذي كان بشير وصيّا عليه، دسّوا له السم رغبة منهم أن يتولى الأمير الأصيل مركز الإمارة بعد بلوغه سن الرشد. وفي أفغانستان اغتيل محمد نادر شاه (1880 - 1933) ملك البلاد، في 8 نوفمبر 1933 في كابول على يد شاب صغير كانت لعائلته عداوات قديمة مع الملك.
ومن الرؤساء الآسيويين الذي تم اغتيالهم في القرن العشرين: مجيب الرحمن رئيس بنغلاديش في 15 أغسطس 1975 في انقلاب عسكري، محمد داوود خان (1909 - 1978) رئيس أفغانستان في 28 أبريل 1978 في كابل في الانقلاب الماركسي الذي قاده الحزب الديمقراطي لخلق أفغانستان، محمد ضياء الحق رئيس جمهورية پاكستان الإسلامية في 17 أغسطس 1988 في انفجار طائرته العسكرية بعد إقلاعها من مطار بهاولبور متجهة إلى مطار روالپندي، وغيرهم.

## اغتيالات عسكرية
ترجع فكرة اغتيال قائد عسكري أو الاغتيال لأسباب عسكرية بحتة إلى عهود سحيقة حيث يوجد في كتاب الأمير لنيكولو مكيافيلي وكتاب فن الحرب لسون وو مؤشرات واضحة وصريحة حول أهمية دور قائد عسكري معين في الروح المعنوية لجنوده وكيف أن مقتل قائد واحد في بعض الأحيان كفيل بكسر شوكة جيش عملاق، ولكن البعض الآخر يرى أن اغتيال القائد العسكري هو سلاح ذو حدين فقد يكون لمقتله رفع للروح القتالية لجنوده المطالبين بالانتقام أو يكون في مقتله احتمالية لتقليل فرص السلام عن طريق فتح المجال لقيادات أقل مركزية ونفوذ ومحورية.
يورد البعض مقتل ملك السويد غوستاف الثاني أدولف الذي كان قائد الجيش السويدي البروتستانتي في الخطوط الأمامية في معركة قرب ساكسن-أنهالت ضد الإمبراطورية البيزنطية الكاثوليكية في نوفمبر 1632 وبالرغم من أنه لم يغتل بل وقع قتيلاً أثناء المعركة إلا أن قتله كان عامل مهم حسب المؤرخيين في انتصار الجيش السويدي في تلك المعركة ولكن التيار المقتنع بأهمية اغتيال أو مقتل القادة العسكريين يوردون بعض الأمثلة التاريخية الأخرى ومنها التأثير السلبي على معنويات الجيش الياباني بعد اغتيال القائد العام للقوات البحرية اليابانية أثناء الحرب العالمية الثانية إيسوروكو ياماموتو في عملية استهداف منظمة من قبل الاستخبارات العسكرية الأمريكية التي استطاعت التقاط الإشارات اللاسلكية اليابانية وعلمت بأن القائد المذكور سيقوم برحلة لتفقد القطعات البحرية اليابانية فقامت طائرة حربية أمريكية بإسقاط الطائرة التي كان يستقلها.

## اغتيالات اقتصادية
عندما يتم الاغتيال عن طريق وسيط أو شخص أو مجموعة تم توظيفهم أو توكيل مهمة الاغتيال إليهم فإن الشخص الذي يقوم بعملية الاغتيال يكون هدفه الرئيسي هو استلام المبلغ أو المزايا الاقتصادية المتعلقة بقيامهم بعملية الاغتيال. ومن أشهر الوسطاء في التاريخ هم المافيا. في عام 1994 طفى على السطح ولأول مرة مصطلح غريب ومثير للجدل إلا وهو بورصة الاغتيال على يد مهندس الحاسوب تيموثي ماي (بالإنجليزية: Timothy C. May)‏ الذي تحدث عن بورصة نظرية يضع فيه شخص ما توقعاته عن يوم اغتيال شخص معين ويراهن بمبلغ معين عن طريق الإنترنت ويشارك في هذا الرهان مجموعة من مستخدمي الإنترنت ويكون الفائز هو الذي توقع التاريخ الدقيق لاغتيال الشخص.

## اغتيالات سياسية
الاغتيالات السياسية ظاهرة قديمة وشائعة جدا ولاتكاد أي فترة تاريخية أو بقعة جغرافية تخلو من هذه الظاهرة، وهناك حوادث اغتيال سياسية سلطت عليها الأضواء وهناك حوادث أخرى لم تلق اهتمام كبير من قبل الإعلام. ومن الأمثلة على الاغتيالات السياسية في الشرق الأوسط التي لم تحض باهتمام كبير هي الاغتيالات التالية:
- اغتيال جار الله عمر (1942 - 2002) نائب السكرتير العام للحزب الاشتراكي اليمني في 28 ديسمبر 2002 ذو الأفكار الماركسية على يد شاب ذو أفكار وصفت بالإسلامية المتطرفة واسمه علي أحمد جار الله الذي تم إعدامه في 14 سبتمبر 2003، وكانت عملية الاغتيال ضمن مخطط واسع لاغتيال التيار القومي العربي والناصري في اليمن.[50][51]
- اغتيال لويس دنالدو كلسيو (1950 - 1994) زعيم الحزب الثوري المؤسساتي في المكسيك في 23 مارس 1994 أثناء التجمع الانتخابي في تيخوانا على يد شاب يدعى ماريو مارتينيز برصاصة في الرأس.[52]
- اغتيال الطفل إقبال مسيح (1982 - 1995) من باكستان في 16 أبريل 1995 والذي تم بيعه كعبد لإحدى معامل السجاد عندما كان عمره 4 سنوات بمبلغ 12 دولار واستطاع الفرار من عبوديته عندما أصبح عمره 10 سنوات وأصبح ناشط ومتحدث في مجال عبودية الأطفال وبعد 5 سنوات من اغتياله منح جائزة دولة السويد لحقوق الأطفال.[53]
- اغتيال الدبلوماسي المصري إيهاب الشريف (1954 - 2005) ببغداد في العراق في 3 يوليو 2005 على يد جماعة أبو مصعب الزرقاوي، وفي 14 يوليو 2005 تم إلقاء القبض على منفذ العملية خميس فرحان خلف عبد الفهداوي الملقب بأبو سبأ.[54]

## طرق ووسائل الاغتيالات

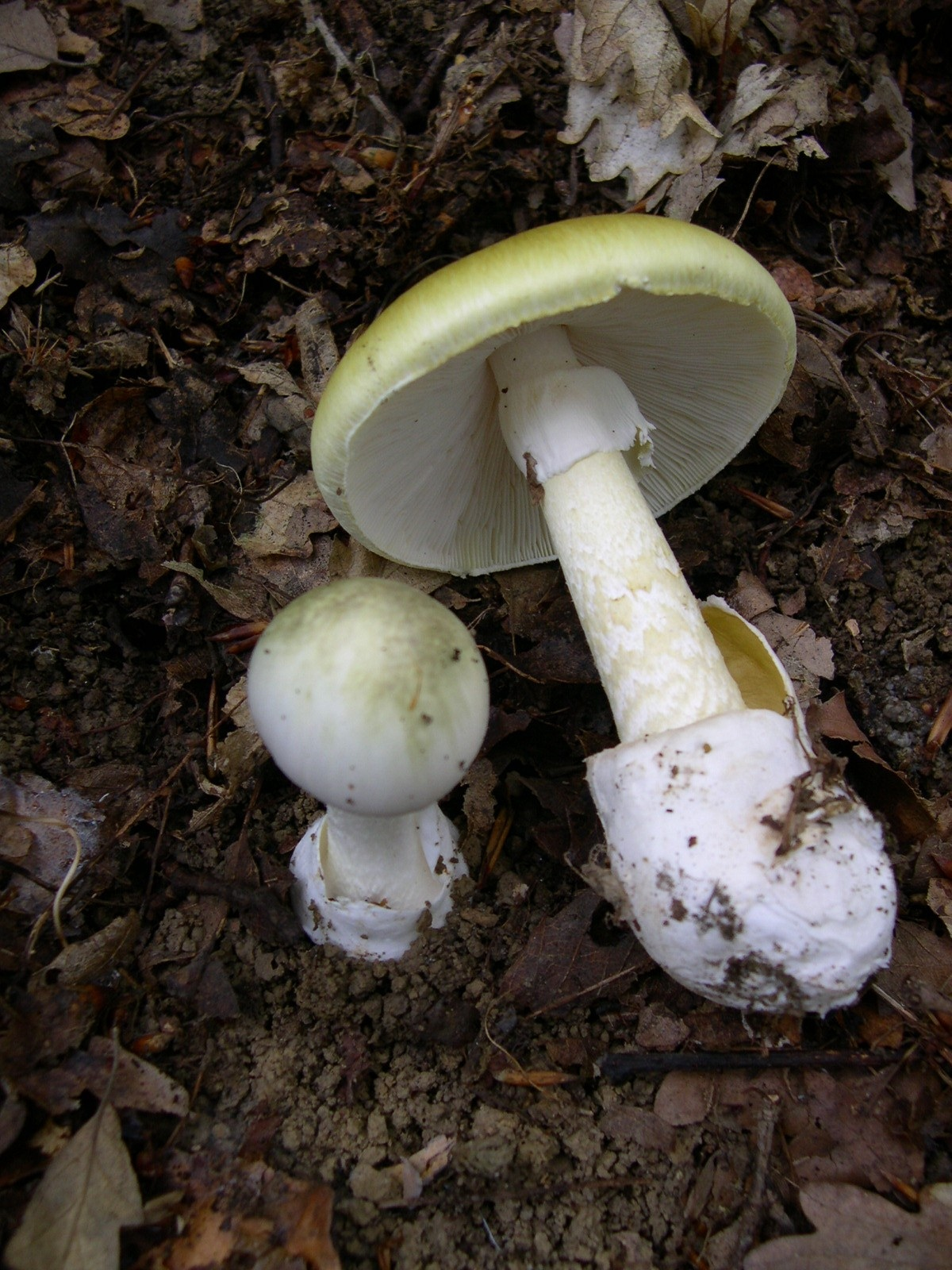
فطر قلنسوة الموت، كان يُستخدم في القدم لانتاج سم قاتل يُضاف إلى طعام أو شراب الشخص المراد اغتياله.

عملية الاغتيال عادة تتم بعد تخطيط وتحضير ويتراوح مدى تعقيد خطة الاغتيال من بسيطة إلى غاية في التعقيد نسبة إلى مدى صعوبة الوصول إلى الشخص المستهدف. كانت اغتيالات العصر القديم بدائية في تخطيطها وتنفيذها وكان الاغتيال يتم على الأغلب بواسطة العصا أو الهراوة أو طعنة الخنجر ولكن حتى الهراوة القديمة قدم الإنسانية تم تطويرها في العصر الحديث بتحويلها إلى هراوات قادرة على أحداث صعقات كهربائية والتي تسببت في مقتل 73 شخصا من عام 1999 إلى 2004 بالنسبة للطعن بالخنجر فقد تم اغتيال العديد من القادة المهمين في التاريخ باستعمال هذه الطريقة البسيطة ومنهم يوليوس قيصر ونيرون وعلي بن أبي طالب وعمر بن الخطاب. وكانت هذه الطرق البدائية فعالة بسبب عدم وجود حماية محكمة ومتطورة لهؤلاء القادة وكان من السهولة الوصول إليهم والاحتكاك بهم بصورة مباشرة، لكن مع التطور أصبح وصول المحكوم إلى الحاكم أكثر صعوبة مما أدى إلى تخطيط أكثر تعقيداً لعملية الاغتيال.
ومع ازدياد الحماية للاشخاص المهمين أصبح وسيلة اختراق ذلك الطوق أهم خطوة في الوصول إلى الهدف وأصبح استعمال السموم الوسيلة المفضلة في هذه المرحلة التاريخية ومن أشهر الذين تم اغتيالهم بهذه الطريقة:
- إمبراطور الصين Chin Hui-ti جين هوي تي (259 - 307) في 8 يناير 307.
- استناداً إلى الشيعة، اغتيال موسى الكاظم باستعمال السم بتوجيه من هارون الرشيد.
- اغتيال ملك السويد إريك الرابع عشر وهو في السجن بتوجيه من شقيقه جون الثالث الذي أزاله عن العرش ثم قام بسجنه وتسميمه.
- إرفين رومل الذي كان يلقب بثعلب الصحراء حيث خيره أدولف هتلر بين تناول السم أو المثول للمحكمة بتهمة محاولة التآمر عليه.

ومن محاولات الاغتيال الحديثة باستعمال السم هو محاولة اغتيال خالد مشعل قائد الجناح السياسي لحركة حماس من قبل الموساد الإسرائيلي، ولكن المخابرات الأردنية اكتشفت محاولة الاغتيال وقامت بالقاء القبض على اثنين من عناصر الموساد المتورطين، وطالب الملك الحسين بن طلال من رئيس الوزراء الإسرائيلي بنيامين نتنياهو المصل المضاد للمادة السامة التي حقن بها خالد مشعل.

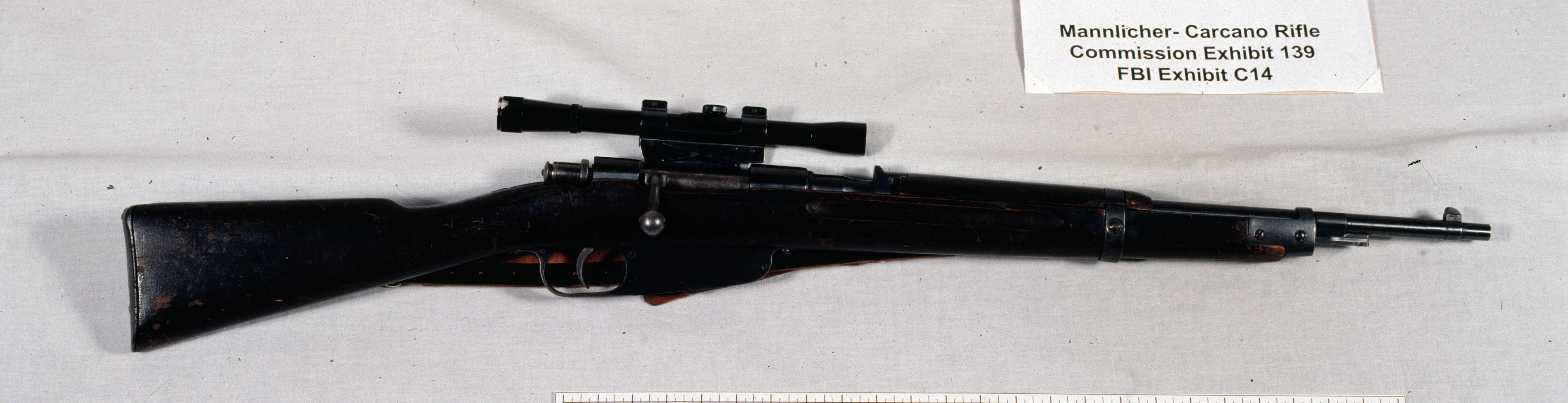
قنّاصة لي هارفي أوزولد المُستخدمة في اغتيال الرئيس الأمريكي جون كندي.

ومع اختراع الأسلحة النارية أصبح الطوق الأمني البشري غير كافياً بمنع اغتيال الشخصيات المهمة وأصبح بمقدور منفذ العملية الاستهداف من بعيد والفرار بعد تنفيذه للعملية. ومن محاولات الاغتيال القديمة والموثقة عن طريق استعمال المواد المتفجرة هي المحاولة الفاشلة من قبل المتعاطفين مع الكاثوليك لاغتيال الملك جيمس الأول وعائلته ومعظم الأرستقراطيين البروتستانت دفعة واحدة عن طريق تفجير البرلمان البريطاني في 5 نوفمبر 1605 ولايزال يوم 5 نوفمبر يوماً يحتفل به الكثيرين في بريطانيا ونيوزيلندا وجنوب أفريقيا وكندا.
تطور الأمر تدريجياً إلى استعمال بنادق القنص والسيارات المفخخة ومن أشهر من تم اغتيالهم بواسطة القناص هو جون كينيدي، أما السيارات المفخخة فقد تم استعمالها بكثافة في أيرلندا الشمالية من قبل الجيش الجمهوري الأيرلندي وفي الشرق الأوسط تم استعمال السيارات المفخخة على نطاق واسع لأول مرة من قبل حزب الله أثناء الحرب الأهلية اللبنانية، كما تم استعمال السيارات المفخخة من قبل نمور التاميل في سريلانكا وبعض فصائل المقاومة العراقية بعد غزو العراق عام 2003.

### أمثلة على الاغتيالات باستعمال المتفجرات والرصاص
|  | الاسم              | المكان            | تاريخ الاغتيال | النوع                                | الجهة المسؤولة                                                       |
|  | ------------------ | ----------------- | -------------- | ------------------------------------ | -------------------------------------------------------------------- |
|  | حسن البنا          | القاهرة، مصر      | 12 فبراير 1949 | بالرصاص                              | البوليس السياسي المصري                                               |
|  | رياض الصلح         | عمّان، الأردن      | 16 يوليو 1951  | بالرصاص                              | الحزب السوري القومي الاجتماعي                                        |
|  | فرحات حشاد         | رادس، تونس        | 5 ديسمبر 1952  | بالرصاص                              | تبعته سيارة في الطريق من الضاحية                                     |
|  | وصفي التل          | القاهرة، مصر      | 1971           | بالرصاص                              | منظمة أيلول الأسود                                                   |
|  | هاشم جواد          | بيروت، لبنان      | 12 أكتوبر 1972 | بالرصاص                              | على يد أحمد محمود الجعفري بعد رفض هاشم جواد قبوله العودة إلى وظيفته  |
|  | كمال جنبلاط        | دير دوريت، لبنان  | 16 مارس 1977   | بالرصاص                              | غير معروف مع اتهام لرفعت الأسد                                       |
|  | غسان كنفاني        | بيروت، لبنان      | 8 يوليو 1972   | سيارة مفخخة                          | اتهام للموساد                                                        |
|  | علي حسن سلامة      | بيروت، لبنان      | 22 يناير 1979  | انفجار ذو تحكم بعيد                  | الموساد                                                              |
|  | يوسف السباعي       | لارنكا، قبرص      | 18 فبراير 1978 | بالرصاص                              | منظمة أبو نضال                                                       |
|  | بشير الجميّل        | بيروت، لبنان      | 14 سبتمبر 1982 | قنبلة موقوتة                         | عضو في الحزب السوري القومي الاجتماعي                                 |
|  | رشيد كرامي         | بيروت، لبنان      | 1 يونيو 1987   | تفجير طائرته العمودية                | اتهام للقوات اللبنانية وإدانة رئيسها سمير جعجع                       |
|  | داني شمعون         | لبنان             | 22 أكتوبر 1990 | بالرصاص                              | اتهام لإيلي حبيقة والمخابرات السورية واتهام آخر للقوات اللبنانية     |
|  | يحيى عياش          | بيت لاهيا، فلسطين | 5 يناير 1996   | انفجار في هاتفه الخلوي               | الموساد                                                              |
|  | بيراندرا ملك نيبال | كاتماندو، نيبال   | 1 يونيو 2001   | قتل على يد ولي العهد ديبندرا بالرصاص | قتل في مجزرة القصر الملكي النيبالي.                                  |
|  | إيلي حبيقة         | بيروت، لبنان      | 24 يناير 2002  | انفجار ذو تحكم بعيد                  | اتهام للمخابرات السورية                                              |
|  | رفيق الحريري       | بيروت، لبنان      | 14 فبراير 2005 | سيارة مفخخة                          | غير معروف مع اتهام لشخصيات من المخابرات السورية والأمن اللبناني      |
|  | سمير قصير          | بيروت، لبنان      | 2 يونيو 2005   | سيارة مفخخة                          | غير معروف مع اتهام لشخصيات من المخابرات السورية والأمن اللبناني      |
|  | جورج حاوي          | بيروت، لبنان      | 21 يونيو 2005  | سيارة مفخخة                          | غير معروف مع اتهام لشخصيات من المخابرات السورية والأمن اللبناني      |
|  | جبران تويني        | بيروت، لبنان      | 12 ديسمبر 2005 | سيارة مفخخة                          | غير معروف مع اتهام لشخصيات من المخابرات السورية والأمن اللبناني      |
|  | بيار أمين الجميّل   | بيروت، لبنان      | 21 نوفمبر 2006 | بالرصاص                              | اتهام لتنظيم فتح الإسلام                                             |
|  | وليد عيدو          | بيروت، لبنان      | 13 يونيو 2007  | انفجار ذو تحكم بعيد                  | غير معروف مع اتهام لشخصيات من المخابرات السورية والأمن اللبناني      |
|  | أنطوان غانم        | بيروت، لبنان      | 19 سبتمبر 2007 | سيارة مفخخة                          | غير معروف مع اتهام لشخصيات من المخابرات السورية والأمن اللبناني      |
|  | بينظير بوتو        | راولبندي، باكستان | 27 ديسمبر 2007 | تفجير انتحاري ثم الرصاص              | غير معروف مع توجيه البعض اتهام للرئيس الباكستاني برويز مشرف ومناصريه |
|  | عماد مغنية         | دمشق، سوريا       | 12 فبراير 2008 | سيارة مفخخة                          | اتهام للموساد                                                        |
|  | محمد بهشتي         | طهران، إيران      | 28 يونيو 1981  | تفجير في المبني                      | اتهام منظمة مجاهدي خلق                                               |
|  | محمد جواد باهنر    | طهران، إيران      | 30 أبريل 1981  | انفجارقنبلة في مكتبه                 | اتهام منظمة مجاهدي خلق                                               |
|  | محمد علي رجائي     | طهران، إيران      | 30 أبريل 1981  | انفجارقنبلة في مكتبه                 | اتهام منظمة مجاهدي خلق                                               |

## اغتيالات شهيرة

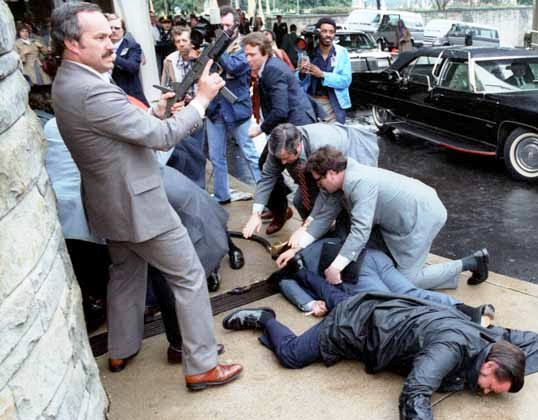
محاولة اغتيال الرئيس الأمريكي رونالد ريغان.

- بعد نفي ليون تروتسكي بعد صراع على السلطة مع جوزيف ستالين، تم اغتياله في 20 اغسطس 1940 في مدينة مكسيكو.
- اغتيال حسن البنا مؤسس حركة الإخوان المسلمين في 12 فبراير 1949.
- اغتيال مالكوم إكس المتحدث الرسمي لحركة أمة الإسلام في 21 فبراير 1965 في نيويورك.
- اغتيال مارتن لوثر كنج المطالب بإنهاء التمييز العنصري في 4 أبريل 1968 في ميمفيس.
- اغتيال مينا كيشاور كمال (1956 - 1987) ناشطة في مجال حقوق المرأة من أفغانستان اغتيلت في 4 فبراير 1987 ويعتقد أن قلب الدين حكمتيار رئيس الوزراء السابق دور في توجيه عملية الاغتيال.[59]
- اغتيال فرج فودة (1946 - 1992) مفكر مصري وناشط في مجال حقوق الإنسان على يد أفراد من الجماعة الإسلامية المصرية في 8 يونيو 1992.
- اغتيال الكاتب المسرحي الجزائري عبد القادر علولة (1929 - 1994) في شهر 10 مارس 1994 على يد أفراد من الجبهة الإسلامية للجهاد المسلح أثناء الحرب الأهلية الجزائرية.
- اغتيال الشيخ أحمد ياسين من قبل الجيش الإسرائيلي بعد مغادرته مسجد المجمّع الإسلامي بعد صلاة الفجر في يوم 22 مارس 2004 بعملية أشرف عليها رئيس الوزراء الإسرائيلي أرئيل شارون. حيث قامت المروحيات الإسرائيلية التابعة الجيش الإسرائيلي بإطلاق 3 صواريخ تجاه الشيخ المقعد وهو في طريقه إلى سيارته فقتلته.
- اغتيال المخرج الهولندي ثيو فان كوخ في 2 نوفمبر 2004 على يد محمد بويري لإخراجه فلم الخضوع.
- اغتيال جبران تويني رئيس مجلس إدارة جريدة النهار اللبنانية في 12 ديسمبر 2005 وتبنت جماعة أطلقت على نفسها «المناضلين لوحدة وحرية الشام» مسؤوليتها عن الاغتيال.
- إغتيال قائد فيلق القدس الجنرال قاسم سليماني في بغداد في 3 يناير سنة 2020 بطائرة مسيرة إستهدفته هو وقائد أركان هيئة الحشد الشعبي أبو مهدي المهندس.[60]
- اغتيال إسماعيل هنية، رئيس المكتب السياسي لحركة حماس و‌رئيس الوزراء الفلسطيني الأسبق يوم 31 تموز/يوليو 2024 في العاصمة الإيرانية طهران بعدما كان في زيارةٍ لها للمشاركة في مراسم تنصيب الرئيس الإيراني الجديد مسعود بزشكيان.
- اغتيال حسن نصر الله، الأمين العام لحزب الله يوم 27 سبتمبر 2024 إثر غارة جوية إسرائيلية على الضاحية الجنوبية في بيروت.

## وصلات خارجية
- Assassinology.org موقع مخصص لدراسة الاغتيالات.
- محاولة اغتيال الرئيس المصري محمد حسني مبارك عام 1995 في أثيوبيا على يوتيوب.
- فيلم عن اغتيال حسن البنا على يوتيوب.
- قصة اغتيال الرئيس المصري السابق أنور السادات.
- خلفيات وأبعاد اغتيال رفيق الحريري، من موقع الجزيرة.
- CNN مقال قصير حول سياسة الولايات المتحدة في منع الاغتيالات السياسية منذ عام 1976 من الموقع الرسمي لشبكة سي أن أن/مركز القانون، 4 نوفمبر 2002. انظر أيضا القرار التنفيذي الخاص بالاغتيالات لجيرالد فورد من عام 1976.إلا أن القرار التنفيذي رقم 12333 الذي منع وكالة المخابرات المركزية من تنفيذ أية اغتيالات، ألغي من قبل إدارة جورج دبليو بوش.
- كرتزمر، دايفيد: "القتل المستهدف للإرهابيين المحتملين: هل هو بمثابة إعدامات قضائية إضافية، أم إحدى الأساليب الشرعية للدفاع عن النفس؟" (PDF). مؤرشف من الأصل (PDF) في 2008-03-07. (PDF)